# Welcome in Vienna : Dieu ne croit plus en nous
Série Welcome in Vienna
Welcome in Vienna: Santa Fe
(1986)
Pour plus de détails, voir Fiche technique et Distribution.
Dieu ne croit plus en nous est un film dramatique germano-helvéto-autrichien réalisé par Axel Corti et sorti en 1982
Il s'agit du premier volet de la trilogie Welcome in Vienna.

## Synopsis
Vienne 1938 - Après la nuit de Cristal et le meurtre de son père par les Nazis, Ferry Tobler, un adolescent juif, fuit l'Autriche.
Avec un laissez-passer difficilement acquis, il échoue à Prague. Là, il fait la connaissance de Gandhi, soldat allemand anti-nazi échappé de Dachau, et d'Alena, une tchèque chargée d'assister les réfugiés. Ensemble et avec d'autres immigrants juifs, ils parviennent jusqu'à Paris. Mais, sans papiers, ils sont arrêtés et internés par les autorités françaises dans le camp de rétention de Saint-Just-en-Chaussée. Profitant du chaos qui suit l'invasion allemande, ils s'échappent et tentent de rejoindre Marseille dans l'espoir de s'embarquer pour les États-Unis.

## Fiche technique
- Titre : Welcome in Vienna : Dieu ne croit plus en nous
- Titre original : Wohin und zurück - Teil 1: An uns glaubt Gott nicht mehr - Ferry oder Wie es war
- Réalisation : Axel Corti
- Scénario : Axel Corti, Georg Stefan Troller
- Directeur de la photographie : Wolfgang Treu (en)
- Musique : Hans Georg Koch
- Producteur : Matija Barl
- Responsable de production : Werner F. Reitmeier
- Compagnies de production : Schweizerische Radio- und Fernsehgesellschaft (SRG), Teamfilm Produktion, Zweites Deutsches Fernsehen (ZDF), Österreichischer Rundfunk (ORF)
- Distributeurs : Le Pacte (2011) ( France) (cinéma), National Center for Jewish Film (NCJF) (1983) ( États-Unis) (VHS) (sous-titré), National Center for Jewish Film (NCJF) (1983) ( États-Unis) (DVD) (sous-titré), Roxie Releasing (1988) ( États-Unis) (all media) (sous-titré)
- Pays d'origine :  Autriche,  Suisse,  Allemagne de l'Ouest
- Langue : Allemand, Français
- Son : mono
- Couleurs : Noir et blanc
- Aspect : 1,33 : 1 - 4/3
- Format film : 35 mm
- Genre : Film dramatique
- Durée : 111 minutes (1 h 51)
- Dates de sortie[1] :
  -  Autriche : 16 mai 1982 (au cinéma)
  -  Suisse : 19 mai 1982 (zone germanique)
  -  Allemagne de l'Ouest : 24 mai 1982 (Allemagne de l'ouest)
  -  États-Unis : 20 juillet 1988 (new york City, New York)
  -  France : 17 mai 2009 (Festival de Cannes)
  -  France : 30 novembre 2011 (au cinéma)

## Distribution
- Johannes Silberschneider : Ferry
- Barbara Petritsch : Alena
- Armin Mueller-Stahl : Gandhi

Par ordre alphabétique :
- Georg Corten : Kron
- Buddy Elias
- Bernd Jeschek : Dolba
- Georg Marischka : Gross
- Kurt Mejstrik : Kornfeld
- Fritz Muliar : Mehlig
- Eric Schildkraut : Fein
- Dietrich Siegl : Grün